# グリゴール・ディミトロフ
グリゴール・ディミトロフ（Grigor Dimitrov, ブルガリア語: Григо̀р Димитро̀в Димитро̀в, 1991年5月16日 - ）は、ブルガリア・ハスコヴォ出身の男子プロテニス選手。これまでにATPツアーでシングルス9勝を挙げている。ATPランキング自己最高位はシングルス3位、ダブルス66位。身長191cm、体重81kg。右利き、バックハンド・ストロークは片手打ち。

## 選手経歴

### ジュニア時代
ブルガリアのハスコヴォにてテニスコーチの父ディミタルとスポーツ教師で元バレーボール選手の母マリアの元に生まれた。3歳のときに母からテニスラケットを貰い、初めてラケットを握った。5歳から本格的にテニスを始め、ジュニア初期には父親がコーチを務めていた。ディミトロフは次第に人目を惹き、エミリオ・サンチェスとパトアルバレスの指導を受けることになる。2009年3月からフランスのパリに拠点を移しパトリック・ムラトグルーのテニスアカデミーに参加。2012年には当時のコーチであったとムラトグルーと共にATPツアーを巡ることになる。

### 2008年 プロ転向

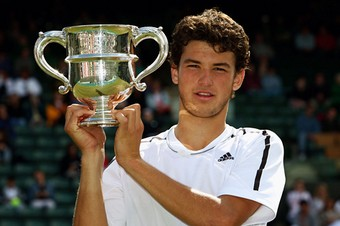
2008年ウィンブルドン選手権ジュニアシングルス優勝時のグリゴール・ディミトロフ

ジュニア時代には2008年ウィンブルドン選手権と2008年全米オープンのジュニアシングルスで優勝している。同年にプロに転向。この年からデビスカップブルガリア代表として出場。年間最終ランキングは493位。

### 2009年 グランドスラム初出場
ABNアムロ世界テニス・トーナメントでは主催者推薦での出場から1回戦で世界ランキング23位のトマーシュ・ベルディハを4-6, 6-3, 6-4で破る殊勲を挙げた。2回戦で当時世界1位のラファエル・ナダルに5-7, 6-3, 2-6で敗れたが第2セットを奪う健闘を見せた。ウィンブルドン選手権で4大大会に初出場。1回戦でイーゴリ・クニツィンとの試合を6-3, 0-6, 0-3となったところで途中棄権した。年間最終ランキングは288位。

### 2011年 トップ100入り
全豪オープンでは予選を勝ち上がり1回戦で世界ランキング38位アンドレイ・ゴルベフを6-1, 6-4, 6-2で破り、2回戦で第19シードのスタニスラス・ワウリンカに5-7, 3-6, 3-6で敗れた。この勝利で87位になり、初めてトップ100入りを果たした。
4月の全米男子クレーコート選手権で初のシードになった。BMWオープンでマルコス・バグダティスを3-6, 7-6(6), 6-2で破り、世界ランキングを66位まで上げた。全仏オープン1回戦でジェレミー・シャルディーに2-6, 4-6, 4-6で敗退。
ウィンブルドンでは2回戦でジョー＝ウィルフリード・ツォンガに7-6(4), 4-6, 4-6, 6-7(8)で第1セットを奪ったが敗れた。全米オープンでは1回戦でガエル・モンフィスに6-7(4), 3-6, 4-6 ストレートで敗退した。
ダブルスではエイゴン国際でアンドレアス・セッピと組み初めてのツアー決勝に進出した。決勝でジョナサン・エルリック/アンディ・ラム組に3–6, 3–6で敗れ準優勝となった。年間最終ランキングは76位。

### 2012年 トップ50入り
全豪オープンでは1回戦でジェレミー・シャルディーを4-6, 6-3, 3-6, 6-4, 6-4で破ったが、2回戦はニコラス・アルマグロに6-4, 3-6, 7-6(4), 4-6, 0-6のフルセットで敗れた。
3月のソニー・エリクソン・オープンでは世界ランキング7位のトマーシュ・ベルディハを6-3, 2-6, 6-4で破った。エイゴン選手権、スウェーデン・オープン、クロアチア・オープンでベスト4に進出した。
7月のロンドン五輪でオリンピックに初出場した。シングルス1回戦でポーランドのルカシュ・クボットを6-3, 7-6(4)で破ったが2回戦でフランスのジル・シモンに3-6, 3-6で敗れた。年間最終ランキングは48位。

### 2013年 ツアー初優勝 トップ25入り

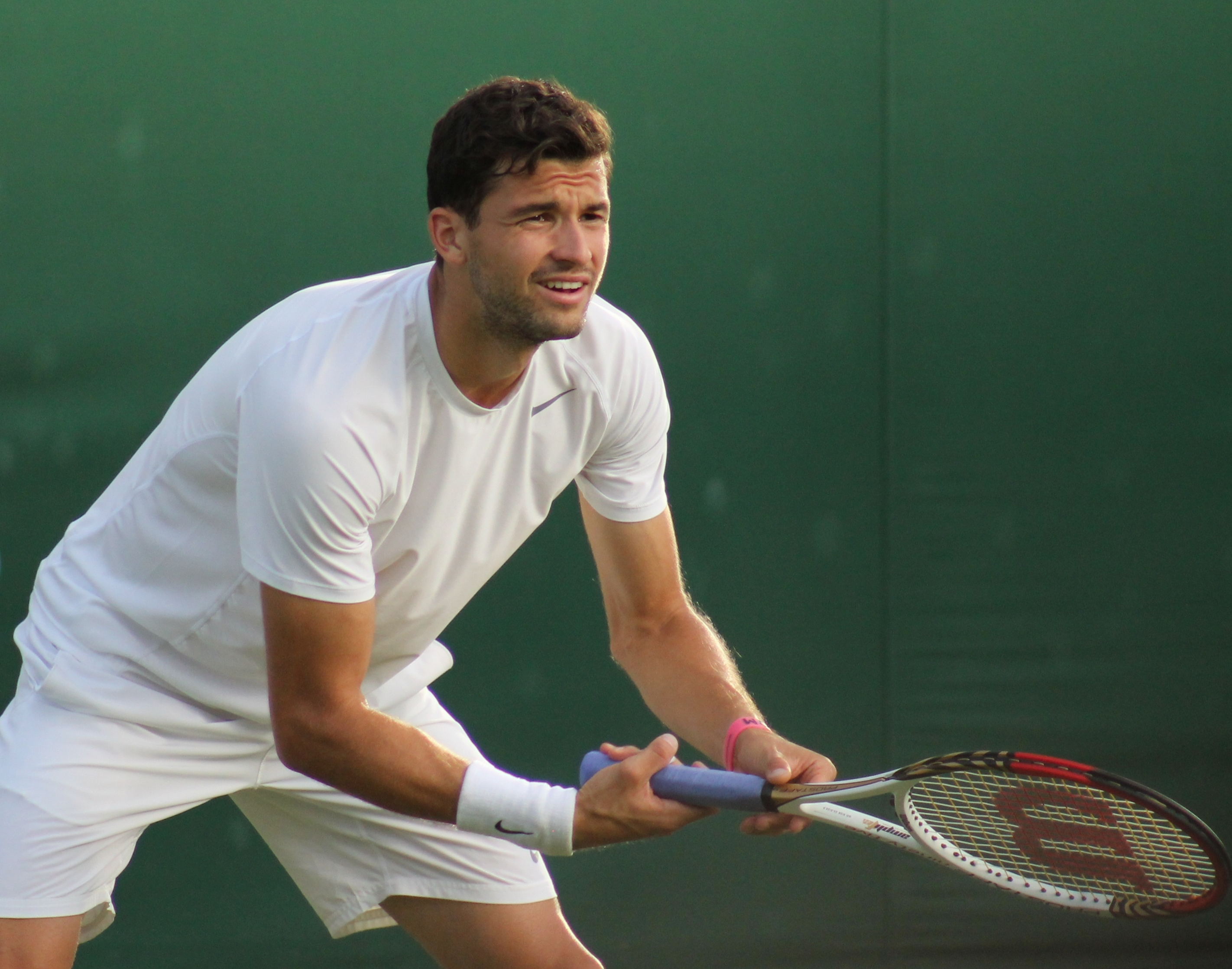
2013年ウィンブルドン選手権でのディミトロフ

開幕戦のブリスベン国際でツアー初の決勝に進出。アンディ・マリーに6–7(0), 4–6で敗れ準優勝となった。5月のマドリード・マスターズでは2回戦で世界ランキング1位のノバク・ジョコビッチを7-6, 6-7, 6-3で破る殊勲を挙げた。10月のストックホルム・オープンでは2度目の決勝に進出しダビド・フェレールを2-6, 6-3, 6-4で破りツアー初優勝を果たした。年間最終ランキングは23位。

### 2014年 ウィンブルドンベスト4
全豪オープン3回戦ではミロシュ・ラオニッチにセットカウント3-1で勝利し、準々決勝で世界ランク1位のラファエル・ナダルに負けはしたが1セットを取る健闘を見せて、グランドスラムで自身初のベスト8進出を果たした。
2月末のメキシコ・オープンでは準決勝でアンディ・マリーに4-6, 7-6(5), 7-6(3)の接戦で初勝利をあげ、ツアー3度目の決勝に進出。ケビン・アンダーソン相手に7-6(1), 3-6, 7-6(5)の大熱戦を制してツアー2勝目を挙げると同時に自身初のATP500シリーズ制覇を果たした。

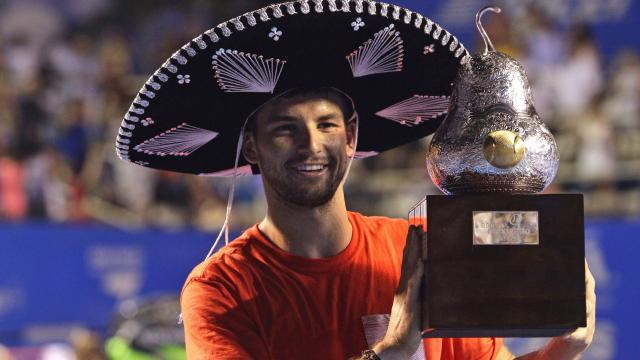
2014年アカプルコ・オープン優勝時のグリゴール・ディミトロフ

4月のBRDナスターゼ・ティリアク・トロフィーではルカシュ・ロソルを破って優勝。5月のBNLイタリア国際では準決勝に進出するが、全仏オープンでは1回戦でイボ・カルロビッチに敗れた。その後エイゴン選手権でフェリシアーノ・ロペスを破って優勝。
ウィンブルドン選手権では準々決勝にて昨年優勝者のマリーを6-1, 7-6(4), 6-2のストレートで破りGS初のベスト4入り、続く準決勝では第2シードのノバク・ジョコビッチに4-6, 6-3, 6-7, 6-7で敗れた。そして7月7日付の世界ランキングで9位となり、自身、そしてブルガリア人初のトップ10入りを果たした。8月4日には自己最高の世界ランキング8位を記録。
ロジャーズ・カップでは2度目のマスターズ準決勝進出を果たすも、この大会で優勝したジョー＝ウィルフリード・ツォンガに4-6, 3-6で敗れた。第7シードで出場した全米オープンでは4回戦でガエル・モンフィスに5-7, 6-7(6), 5-7で敗れた。
年間最終のレースランキングで11位であったためATPワールドツアー・ファイナルズ本戦の出場権は得られなかったものの、交代選手の2番手の権利を得た。しかしその権利を辞退した。年間最終ランキングは11位。

### 2015年 グランドスラム4回戦進出
全豪オープンでは4回戦でアンディ・マリーに4-6, 7-6(5), 3-6, 5-7で敗れる。3月のマイアミ・オープンまで出場したすべての大会で2回戦で敗れている。モンテカルロ・マスターズとマドリード・マスターズではともに3回戦でスタン・ワウリンカを破り準々決勝に進出したが、モンテカルロ・マスターズではガエル・モンフィスに、マドリード・オープンではラファエル・ナダルにそれぞれ敗れた。全仏オープンでは1回戦でジャック・ソックに敗れ2年連続1回戦敗退となった。前回ベスト4したウィンブルドン選手権では3回戦でリシャール・ガスケに3-6, 4-6, 4-6で敗れた。全米オープンでは2回戦でミハイル・ククシュキンに3-6, 6-7(2), 6-2, 6-4, 4-6で敗れた。この年はツアー準決勝進出が1度だけなど不調に陥り、年間最終ランキングは28位。

### 2016年 グランドスラム4回戦進出
ブリスベン国際ではジル・シモン、ビクトル・トロイツキに勝利するも、ロジャー・フェデラーとの準々決勝まで進出して敗退。翌週のシドニー国際では決勝に進出してビクトル・トロイツキに6-2, 1-6, 6-7(7)で逆転負けをして準優勝となった。全豪オープンでは3回戦でフェデラーに4-6, 6-3, 1-6, 4-6で敗れた。マイアミ・オープンでは3回戦でアンディ・マリーに6-7(1), 6-4, 6-3で勝利するも、4回戦でガエル・モンフィスに敗れた。
4月のイスタンブール・オープンでは決勝に進出。決勝でディエゴ・シュワルツマンと対戦。第1セットを7-6(5)で先取するも、第2セットを6-7(4)で取られる。そしてファイナルセットで痙攣もあり、0-5とされてしまう。最終的に第6ゲームでラケットを3本破壊しゲームペナルティを取られて敗れた。
全仏オープンでは1回戦でビクトル・トロイツキに6-2, 3-6, 7-5, 5-7, 3-6で敗れ、3年連続1回戦敗退となった。さらにメルセデス・カップ、エイゴン選手権で初戦敗退を喫し5連敗を喫する。そんな中迎えたウィンブルドン選手権では2回戦で昨年ベスト8のジル・シモンに勝利するも、3回戦でスティーブ・ジョンソンに敗れた。このように連敗が続いた結果、一時は世界ランキング40位まで落ちてしまった。
ロジャーズ・カップでは準々決勝に進出。準々決勝で錦織圭に敗れたものの復調の兆しを見せると、リオ五輪のシングルスでは1回戦でマリン・チリッチに敗退するも、翌週のシンシナティ・マスターズでは3回戦で第2シードのスタン・ワウリンカに、準々決勝でスティーブ・ジョンソンに勝利し、2年ぶりのマスターズ1000ベスト4に進出。準決勝でチリッチに6-4, 3-6, 5-7で敗れた。
全米オープンでは2年ぶりに4回戦進出。4回戦でマリーに1-6, 2-6, 2-6で敗れた。チャイナ・オープンでは準々決勝でラファエル・ナダルを6-2, 6-4で破り、準決勝で対戦相手のミロシュ・ラオニッチが棄権したため決勝に進出するも、マリーに4-6, 6-7(2)で敗れて、準優勝。BNPパリバ・マスターズでは3回戦でノバク・ジョコビッチに6-4, 2-6, 3-6で敗れた。年間最終ランキングは17位。

### 2017年 全豪ベスト4 マスターズ初優勝 ATPファイナルズ初優勝 世界3位
ブリスベン国際では準々決勝で世界ランク8位のドミニク・ティームに、準決勝で世界ランク3位のミロシュ・ラオニッチに勝利し決勝に進出。決勝で世界ランク5位の錦織圭を6-2, 2-6, 6-3で破り、3年ぶりのツアー優勝を果たした。
全豪オープンではグランドスラム2度目のベスト4に進出。準決勝でナダルに3-6, 7-5, 6-7(5), 7-6(4), 4-6で敗れた。2月の地元ブルガリアでのソフィア・オープンに初出場すると、決勝でダビド・ゴファンに7-5, 6-4で勝利し、地元優勝を果たした。

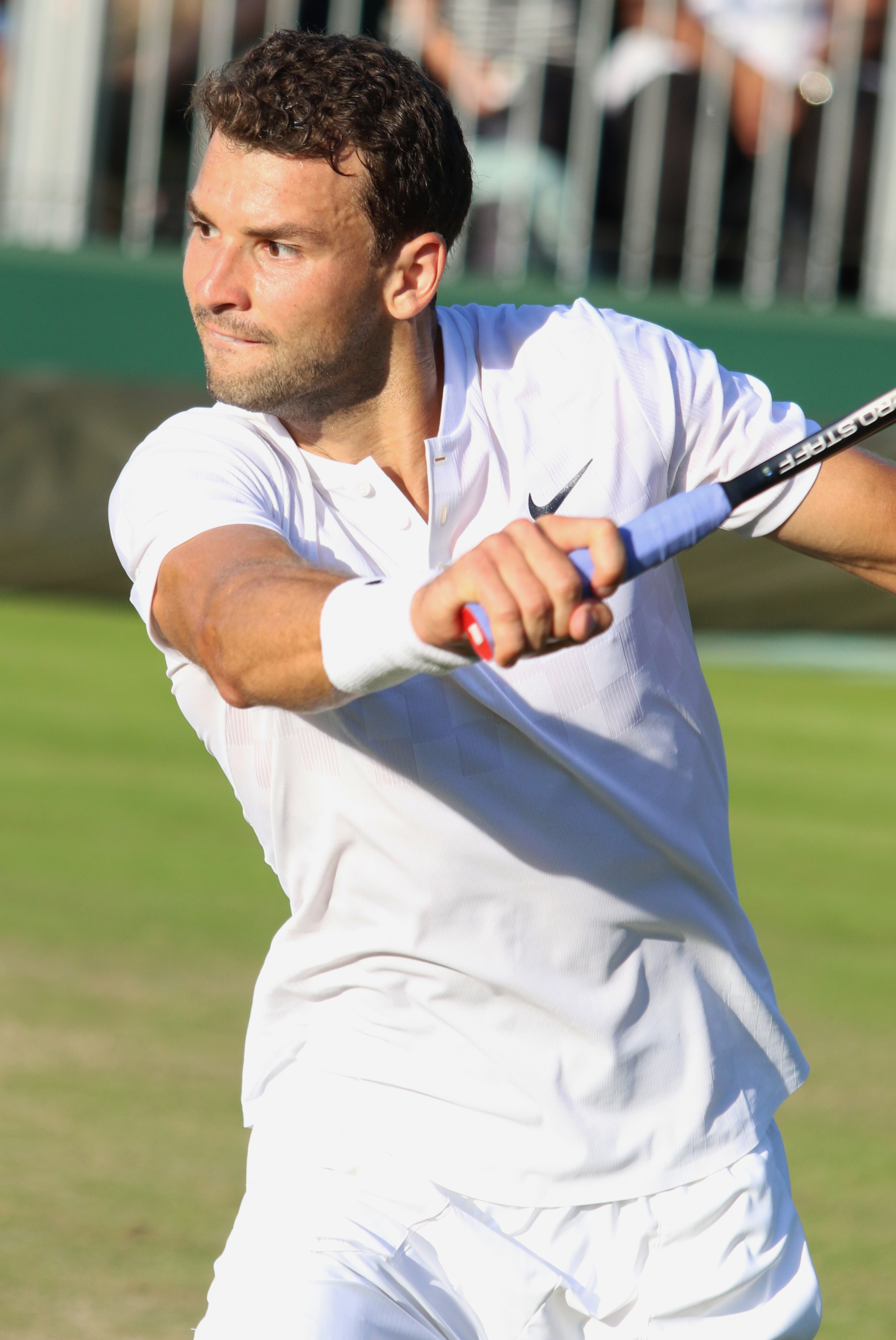
2017年ウィンブルドン選手権でのグリゴール・ディミトロフ

8月のウエスタン・アンド・サザン・オープンで再復活。3回戦でこれまで1度も勝てていなかったフアン・マルティン・デル・ポトロに6-3, 7-5で初めて勝利する。準々決勝では杉田祐一を6-2, 6-1で圧倒、準決勝ではジョン・イスナーを7-6(4), 7-6(10)で破り初の決勝進出、決勝でニック・キリオスに6-3, 7-5で勝利しマスターズ1000初優勝を果たした。
第7シードで迎えた全米オープンは2回戦でアンドレイ・ルブレフに5-7, 6-7(3), 3-6で敗れた。チャイナ・オープンでは準決勝で、上海マスターズでは準々決勝でいずれもナダルに敗退するが、この時点で年間獲得ポイント8位以内が確定し、レースランキング6位で初のATPファイナルズ出場を決めた。
2017年Nitto ATPファイナルズではラウンドロビンを3戦全勝で突破し、準決勝でジャック・ソックに4-6, 6-0, 6-3で勝利し決勝進出。決勝はダビド・ゴファンに7-5, 4-6, 6-3で勝利し、ファイナルズ初出場で初優勝を果たした。年間最終ランキングは自己最高の3位を記録した。

### 2018年 トップ10陥落

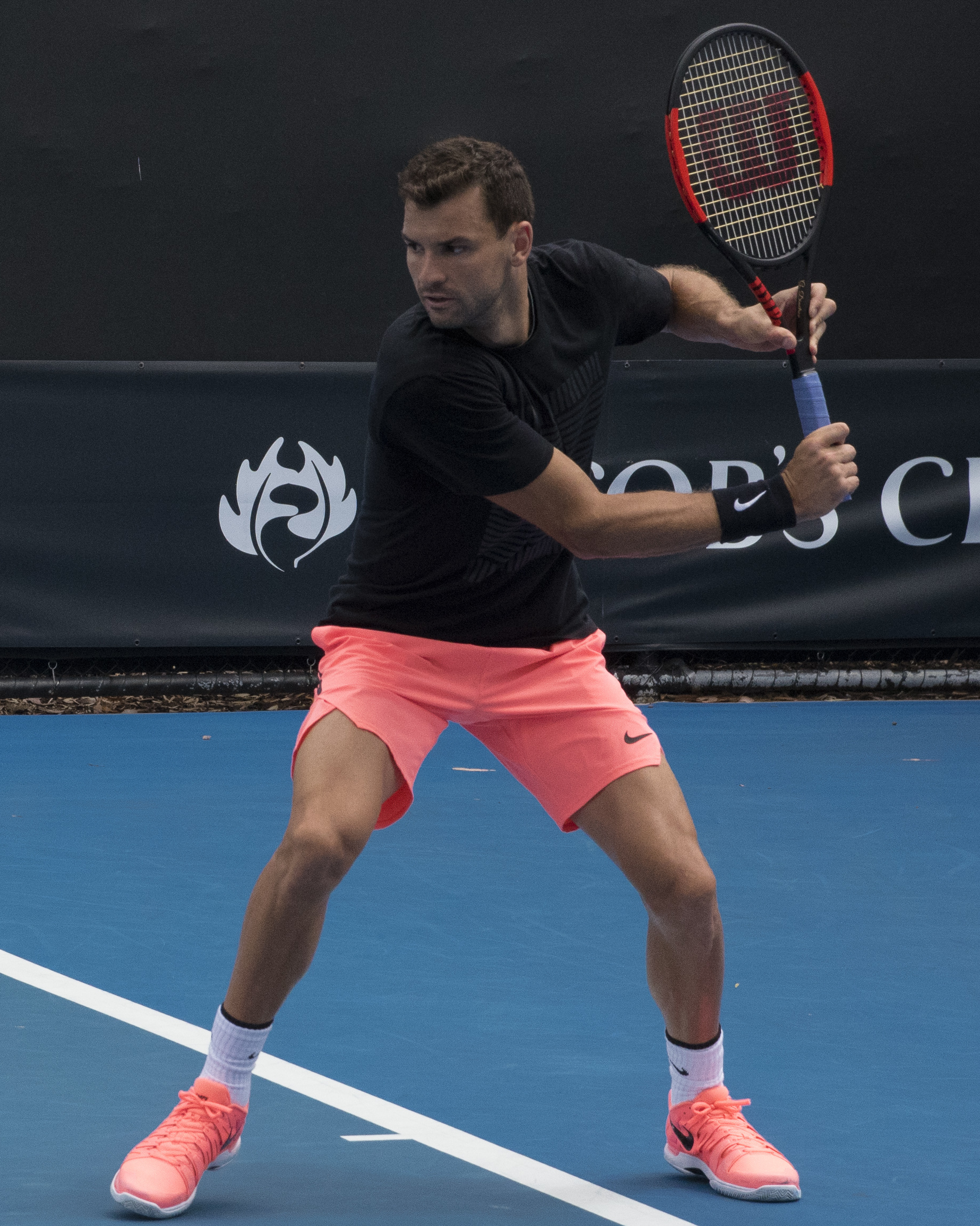
2018年全豪オープンでのグリゴール・ディミトロフ

全豪オープンでは第3シードとして出場。4回戦で第17シードニック・キリオスに勝利してベスト8に残るも、準々決勝でカイル・エドマンドに敗退。ABNアムロ世界テニス・トーナメントでは準決勝の対戦相手であるダビド・ゴファンの棄権により決勝に進出したものの、世界ランキング1位復帰を確定させたフェデラーに2-6, 2-6で完敗を喫した。BNPパリバ・オープンでは初戦でフェルナンド・ベルダスコに、マイアミ・オープンでは3回戦でジェレミー・シャルディーに敗れた。
モンテカルロ・マスターズでは準々決勝でダビド・ゴファンに勝利するも、準決勝でラファエル・ナダルに完敗。バルセロナ・オープンでは準々決勝でパブロ・カレーニョ・ブスタに敗戦。ムチュア・マドリード・オープンではミロシュ・ラオニッチに、BNLイタリア国際では錦織圭に2回戦敗退。

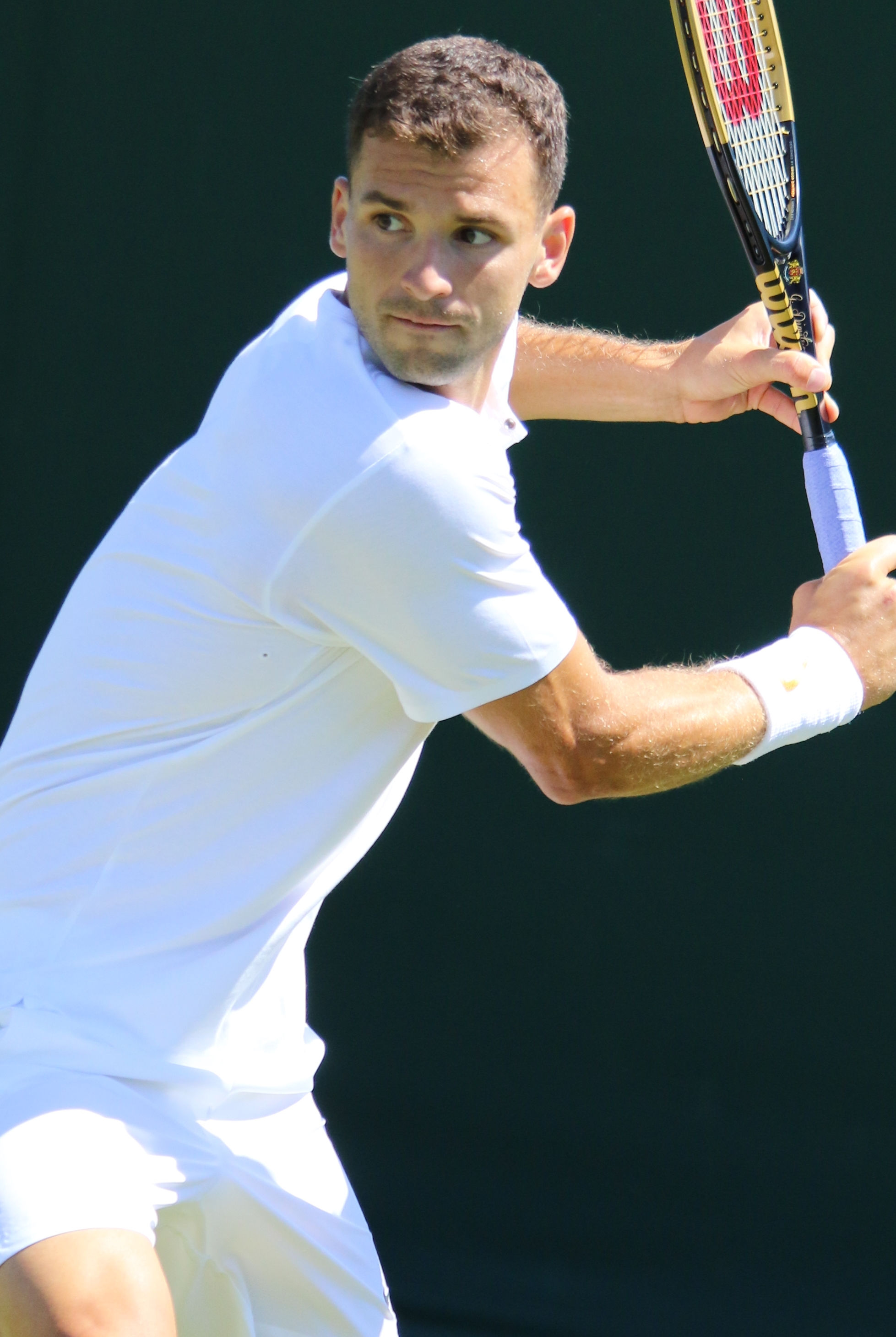
2018年ウィンブルドン選手権でのグリゴール・ディミトロフ

全仏オープンは3回戦でフェルナンド・ベルダスコに6-7(4), 2-6, 4-6のストレートで敗退して、またしても全仏オープン3回戦の壁を破ることができなかった。ウィンブルドンと全米オープンは1回戦でいずれもスタン・ワウリンカに敗れた。
レーバーカップでは欧州選抜としてチーム・ヨーロッパに参戦。シングルスではフランシス・ティアフォーに勝利し、ダブルスではダビド・ゴファンと組み、ニック・キリオス/ジャック・ソック組に敗れたが、欧州選抜の優勝に貢献した。パリ・マスターズでは3回戦でマリン・チリッチに6-7(5), 4-6で敗れた。アンドレ・アガシをコーチに招聘して挑んだパリ・マスターズでも2回戦でマリン・チリッチに敗れた。
ATPツアーでの決勝進出も一度だけで、グランドスラム2大会連続で元世界ランキング3位のワウリンカと当たり、初戦敗退したことも影響してランキングが下降。年間最終ランキングは19位。

### 2019年 全米ベスト4
開幕戦のブリスベン国際では準々決勝で錦織圭に5-7, 5-7で敗れた。全豪オープンでは4回戦でフランシス・ティアフォーに5-7, 6-7(5), 7-6(1), 5-7の接戦で敗れた。BNPパリバ・オープンは肩の故障で1回戦を棄権した。クレーシーズンは全体的に成績を残せず、5月には2016年からコーチを務めていたダニ・ヴァルヴェドゥとの関係を解消した。

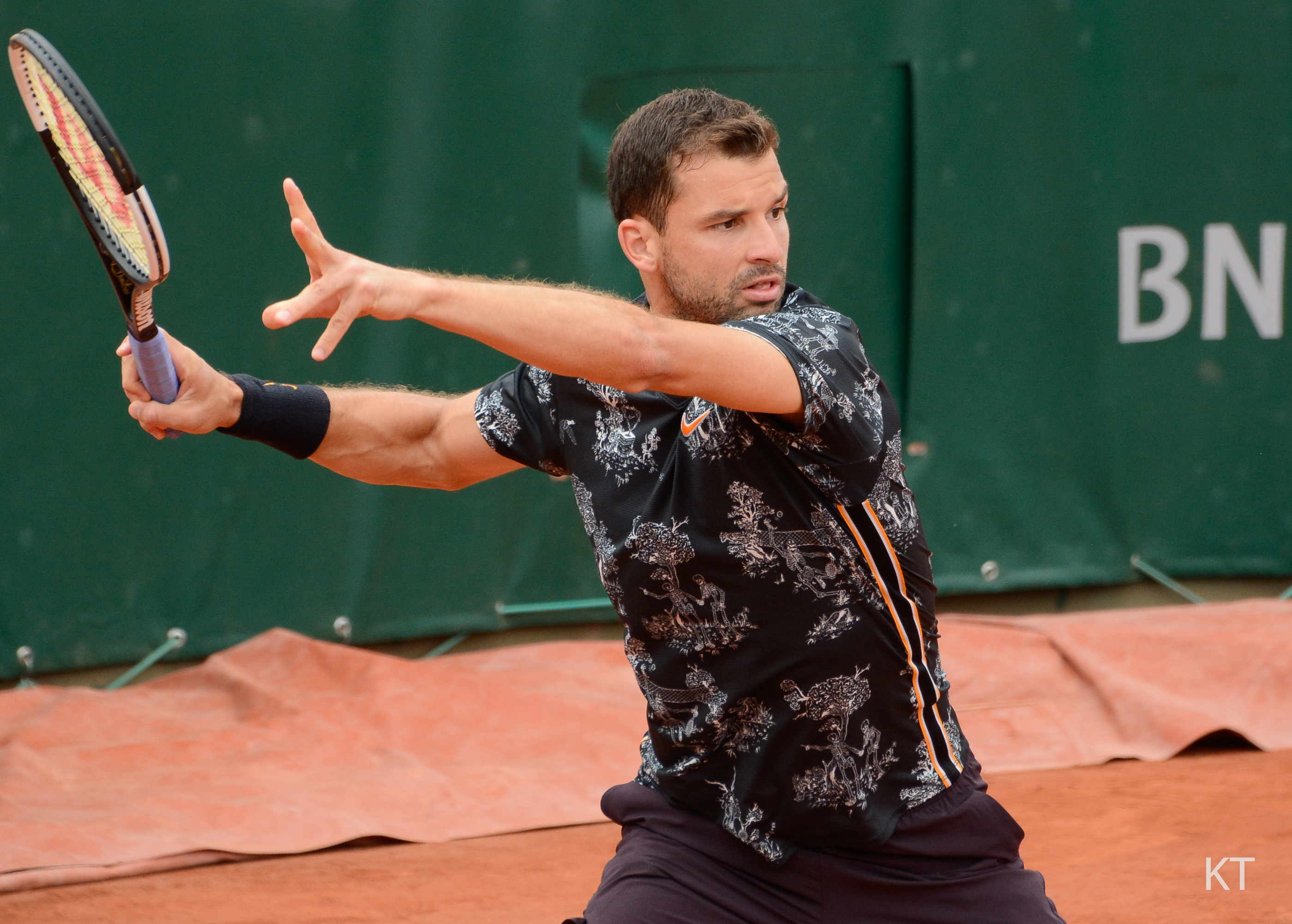
2019年全仏オープンでのグリゴール・ディミトロフ

全仏オープンではヤンコ・ティプサレビッチとマリン・チリッチをフルセットの死闘の末下したが、3回戦でスタン・ワウリンカにストレートで敗れた。ウィンブルドン選手権では2年連続1回戦敗退。ロジャーズ・カップでは1回戦でワウリンカと対戦し、ストレートで敗れた。続くウエスタン・アンド・サザン・オープンでも1回戦でワウリンカと対戦し、7-5, 4-6, 6-7(4)で敗れた。

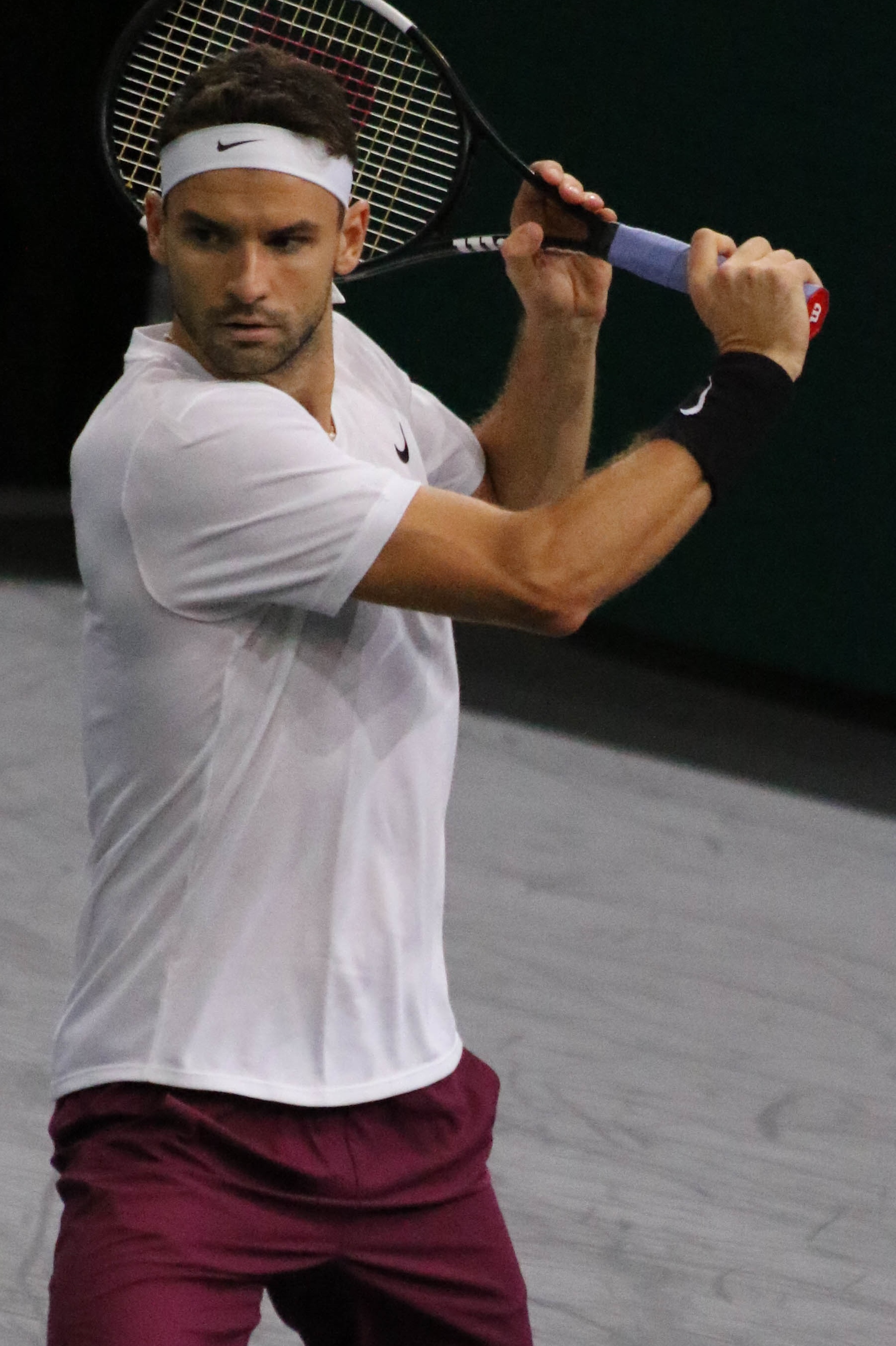
2019年パリ・マスターズでのグリゴール・ディミトロフ

しかし、ノーシードで挑んだ全米オープンでは準々決勝でフェデラーに3-6, 6-4, 3-6, 6-4, 6-2のフルセットで勝利。過去7戦して全て敗れていたフェデラーに初めて勝つとともに、グランドスラムで2年ぶりのベスト4入りを決めた。準決勝で第5シードのダニール・メドベージェフに6-7(5), 4-6, 3-6のストレートで敗れたが、この大活躍により、78位まで降下したランキングを25位まで回復させた。パリ・マスターズでも初のベスト4まで進出。年間最終ランキングは20位。

### 2020年 グランドスラム4回戦進出
全豪オープンでは2回戦でアメリカの若手選手トミー・ポールに4-6, 6-7, 6-3, 7-6, 6-7(3)のスーパータイブレークまで及ぶ接戦で敗れたが、昨年ベスト4入りをした全米オープンでは1回戦で全豪で対戦したポールと再戦し、リベンジを果たしたが、2回戦でマートン・フチョビッチに7-6, 6-7, 6-3, 4-6, 1-6のフルセットの末に惜敗。全仏オープンでは初の4回戦進出するも、ステファノス・チチパスに3-6, 6-7(9), 2-6のストレートで敗れ、初のベスト8進出を逃した。年間最終ランキングは19位。

### 2021年 マスターズ100勝
全豪オープンには第18シードとして出場し、1回戦でマリン・チリッチ、3回戦ではパブロ・カレーニョ・ブスタと対戦したが、相手が途中棄権したのでそのまま4回戦進出。4回戦では昨年準優勝したドミニク・ティームを圧倒。すべてストレートで勝ち上がり、2018年ぶりにベスト8に進出したが、予選から勝ち上がってきた アスラン・カラツェフに背中の痙攣もあり、6-2, 4-6, 1-6, 2-6で敗退。全仏オープンは1回戦で怪我により途中棄権。ウィンブルドン選手権では1回戦でフェルナンド・ベルダスコに勝利したが、2回戦でアレクサンダー・ブブリクに敗退。全米オープンでも2回戦でアレクセイ・ポピリン戦で足の怪我のため途中棄権し、怪我による早期敗退が続いた。
しかし、BNPパリバ・オープンでは3回戦でライリー・オペルカ、4回戦で第1シードのダニール・メドベージェフを4-6, 6-4, 6-3で下して、大会初のベスト8入りを決めた。準々決勝では第8シードのホベルト・ホルカシュを3-6, 6-4, 7-6(2)の逆転で勝利し、ベスト4入り。この勝利でマスターズ1000通算100勝を達成。準決勝ではキャメロン・ノリーに2-6, 4-6のストレートで敗れた。年間最終ランキングは28位。

### 2022年 ツアー通算350勝
アデレード国際ではベスト4入り。全豪オープンでは第26シードとして出場して、2回戦でブノワ・ペールに4-6, 4-6, 7-6(4), 6-7(2)で敗退。デルレイビーチ・オープンではベスト8入りしたことでツアー350勝を達成。

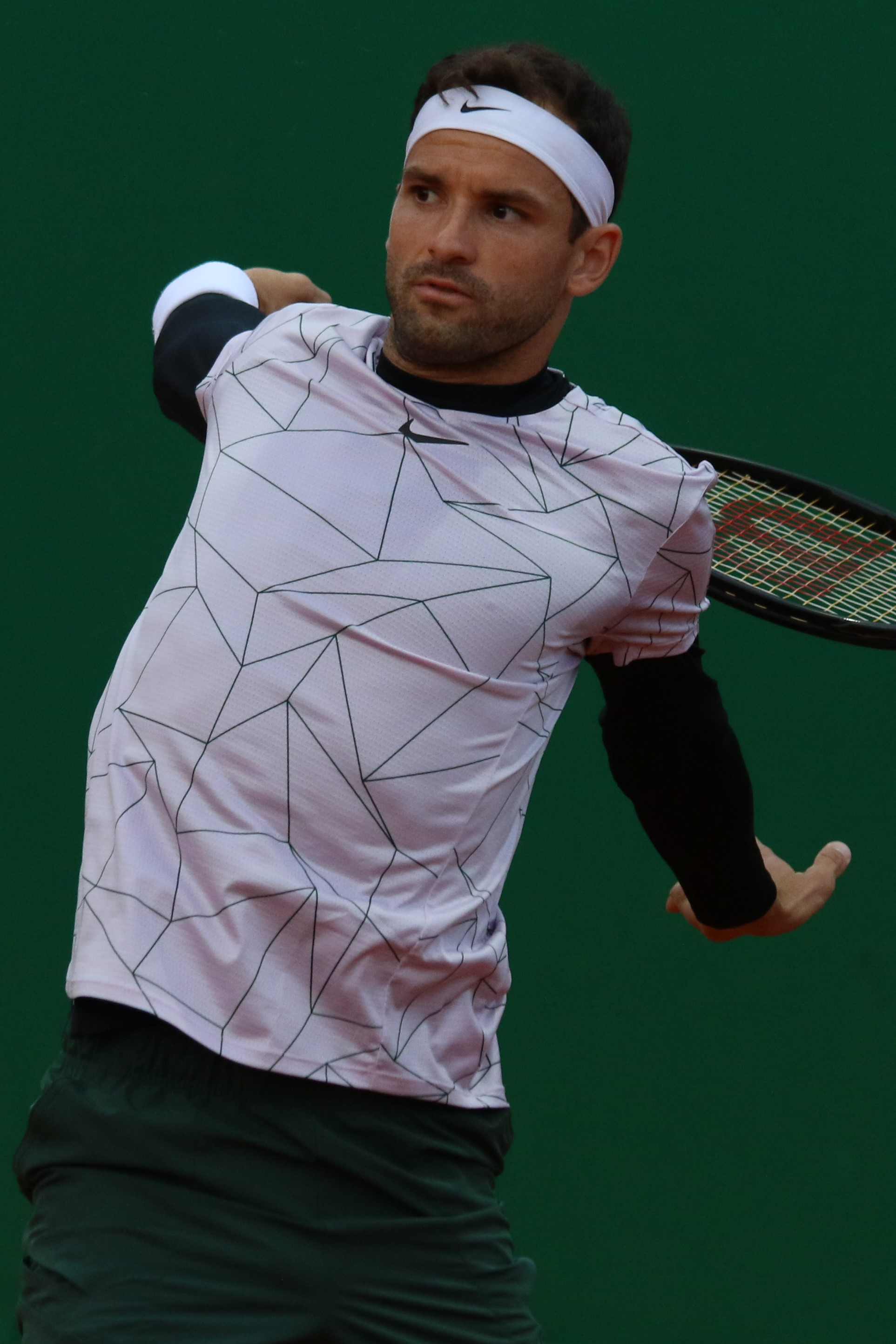
2022年モンテカルロ・マスターズでのグリゴール・ディミトロフ

モンテカルロ・マスターズでは3回戦でキャスパー・ルードを6-3, 7-5で下すと、準々決勝でホベルト・ホルカシュを6-4, 3-6, 7-6(2)で破り、2018年以来となるベスト4入り。準決勝ではアレハンドロ・ダビドビッチ・フォキナに4-3, 7-6(2), 3-6のフルセットの末に敗れ、決勝進出を逃した。マドリード・オープンとBNLイタリア国際ではステファノス・チチパスに敗退した。第18シードで迎えた全仏オープンでは3回戦で第15シードのディエゴ・シュワルツマンに3-6, 1-6, 2-6のストレートで敗れた。ウィンブルドン選手権では1回戦のスティーブ・ジョンソン (テニス選手) 戦で6-4, 2-5の時点で左足の負傷により途中棄権を余儀なくされた。

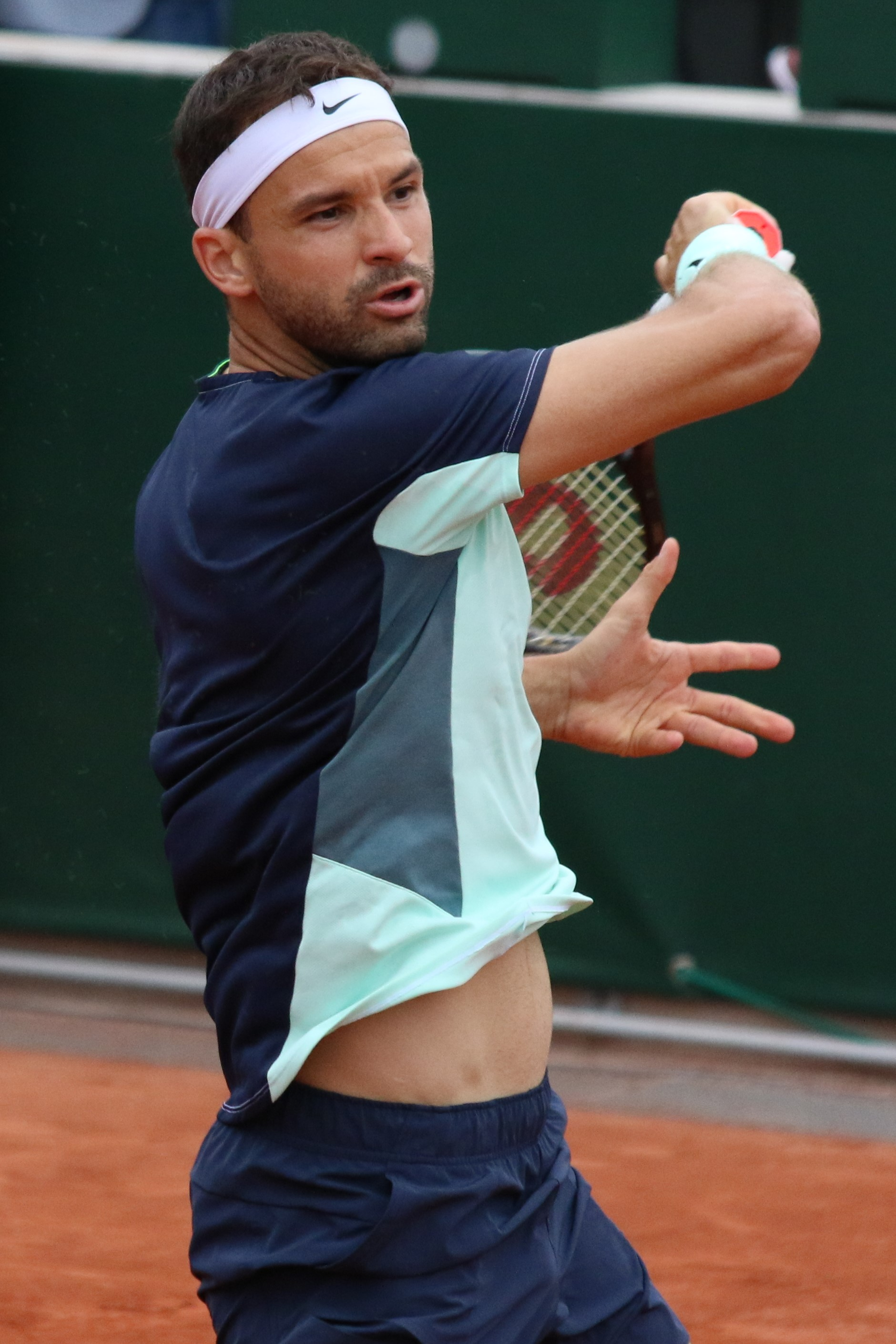
2022年全仏オープンでのグリゴール・ディミトロフ

全米オープンでは第17シードとして出場し、1回戦でジョンソンを6-3, 6-2, 6-2のストレートで下して、再戦にリベンジをするも、2回戦でブランドン・ナカシマに6-7(5), 5-7, 3-6のストレートで敗退。エルステ・バンク・オープンではベスト4入り。準決勝でダニール・メドベージェフに4-6, 2-6で敗れた。パリ・マスターズでは3回戦で世界ランキング1位のカルロス・アルカラスに1-6, 3-6のストレートで敗れたが、10年連続で30位圏内キープを記録し、年間最終ランキングは28位。

### 2023年 マスターズ準優勝 ツアー通算400勝
1月、ユナイテッド・カップではブルガリア代表のキャプテンとして初出場。結果はラウンドロビン敗退。全豪オープンでは第27シードとして出場。1回戦では2021年の準々決勝で敗れたアスラン・カラツェフを7-6(3), 7-5, 6-2のストレートで下してリベンジをする。2回戦のラスロ・ジェレ戦も6-3, 6-2, 6-0で圧倒する。3回戦では第4シードのノバク・ジョコビッチに6-7(7), 3-6, 4-6のストレートで敗れた。
2月、ABNアムロ・オープンの1回戦でもカラツェフを6-1, 6-3、2回戦でホベルト・ホルカシュを7-6(4), 7-6(5)、準々決勝でアレックス・デミノーを6-3, 3-6, 7-6(6)で破り、ベスト4入り。準決勝ではダニール・メドベージェフに1-6, 2-6のストレートで敗れた。
3月、BNPパリバ・オープン2回戦でのジェイソン・クブラー戦では6-2, 6-7(5), 0-3の時点で途中棄権。マイアミ・オープンでは2回戦でヤン＝レナード・ストルフを4-6, 7-6(5), 6-4の逆転で破るも、3回戦でヤニック・シナーに6-3, 6-4で敗退。
4月、モンテカルロ・マスターズでは2回戦でイジー・レヘチカに6-7(4), 4-6のストレートで敗退。

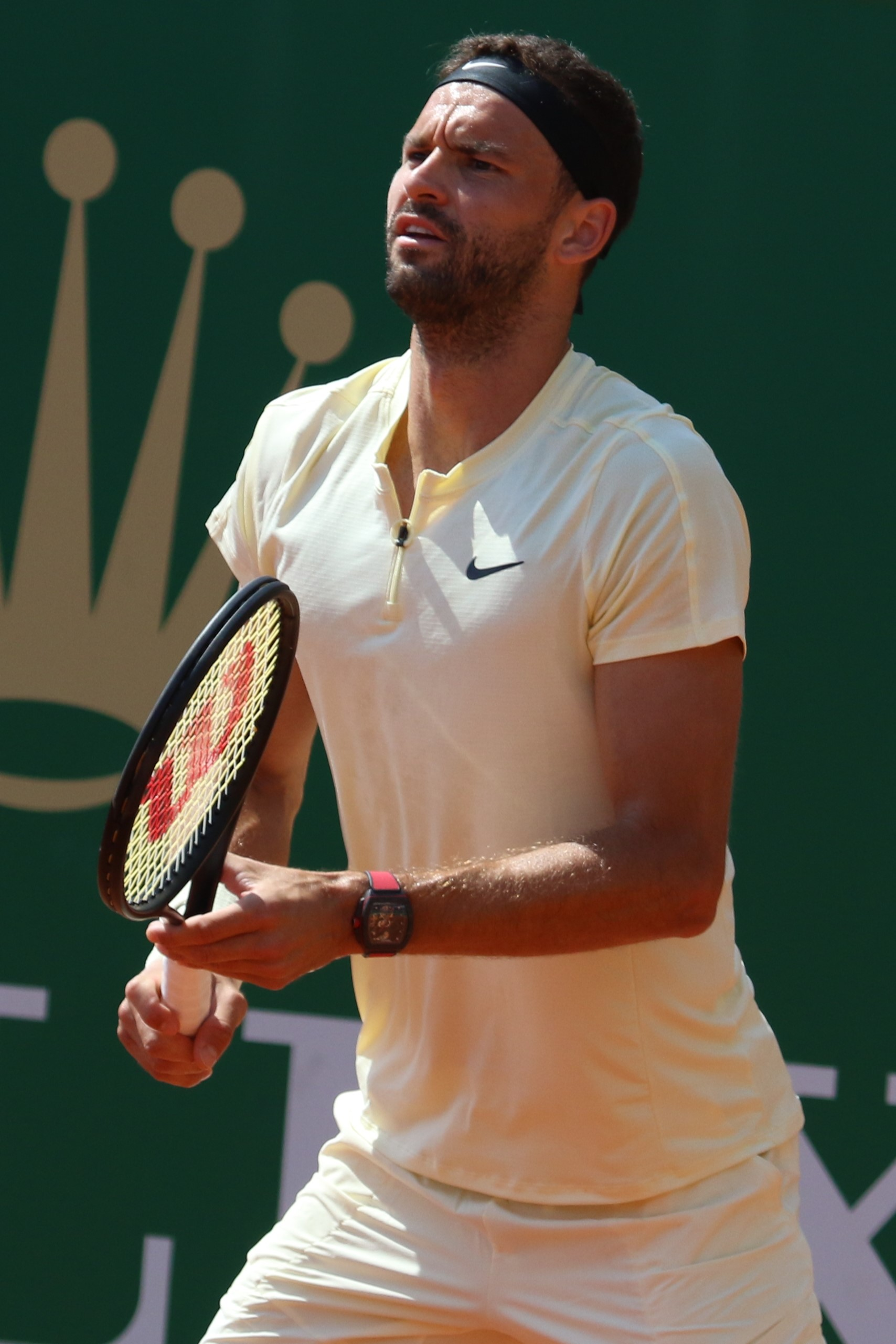
2023年モンテカルロ・マスターズでのグリゴール・ディミトロフ

5月、マドリード・マスターズでは3回戦でカルロス・アルカラスに2-6, 5-7のストレートで敗れた。ローマ・マスターズでは3回戦でジョコビッチに3-6, 6-4, 1-6のフルセットで敗退。しかし、同月末のジュネーブ・オープンでは準決勝でテイラー・フリッツに3-6, 7-5, 7-6(2)の逆転で勝利、2018年以来約5年ぶりのツアー決勝進出。決勝ではニコラス・ジャリーに6-7(1), 1-6のストレートで敗れ、惜しくも準優勝。
6月、NIKEからラコステへ3年間の契約を締結。全仏オープンでは第28シードとして出場。1回戦ではチモフェイ・スカトフ を6-0, 6-3, 6-2、2回戦でエーミル・ルースヴオリを7-6(4), 6-3, 6-4でそれぞれストレートで勝利。3回戦では2回戦で第8シードのヤニック・シナーをフルセットで破ったダニエル・アルトマイアーを6-4, 6-3, 6-1のストレートで下し、2020年以来、3年ぶりの大会4回戦進出をする。4回戦では第22シードのアレクサンダー・ズベレフに1-6, 4-6, 3-6のストレートで敗退して、初のベスト8進出を逃した。同月下旬、クイーンズ・クラブ選手権ではベスト8入りするも、準々決勝でアルカラスに4-6, 4-6で敗れた。
7月、ウィンブルドン選手権では第21シードとして出場。1回戦で島袋将を6-1, 6-2, 6-1、2回戦でイリヤ・イヴァシュカを6-3, 6-4, 6-4、3回戦で第10シードのフランシス・ティアフォーを6-2, 6-3, 6-2とすべてストレート勝ち上がり、2017年以来、6年ぶりの4回戦進出。4回戦では第6シードのホルガ・ルーネに6-3, 6-7(6), 6-7(4), 3-6の逆転で敗退し、ベスト8進出を逃した。
8月、シティ・オープンではベスト4入り。準決勝でダニエル・エバンスに3-6, 6-7(4)で敗退。ウエスタン・アンド・サザン・オープンではズベレフに2-6, 2-6の初戦敗退。

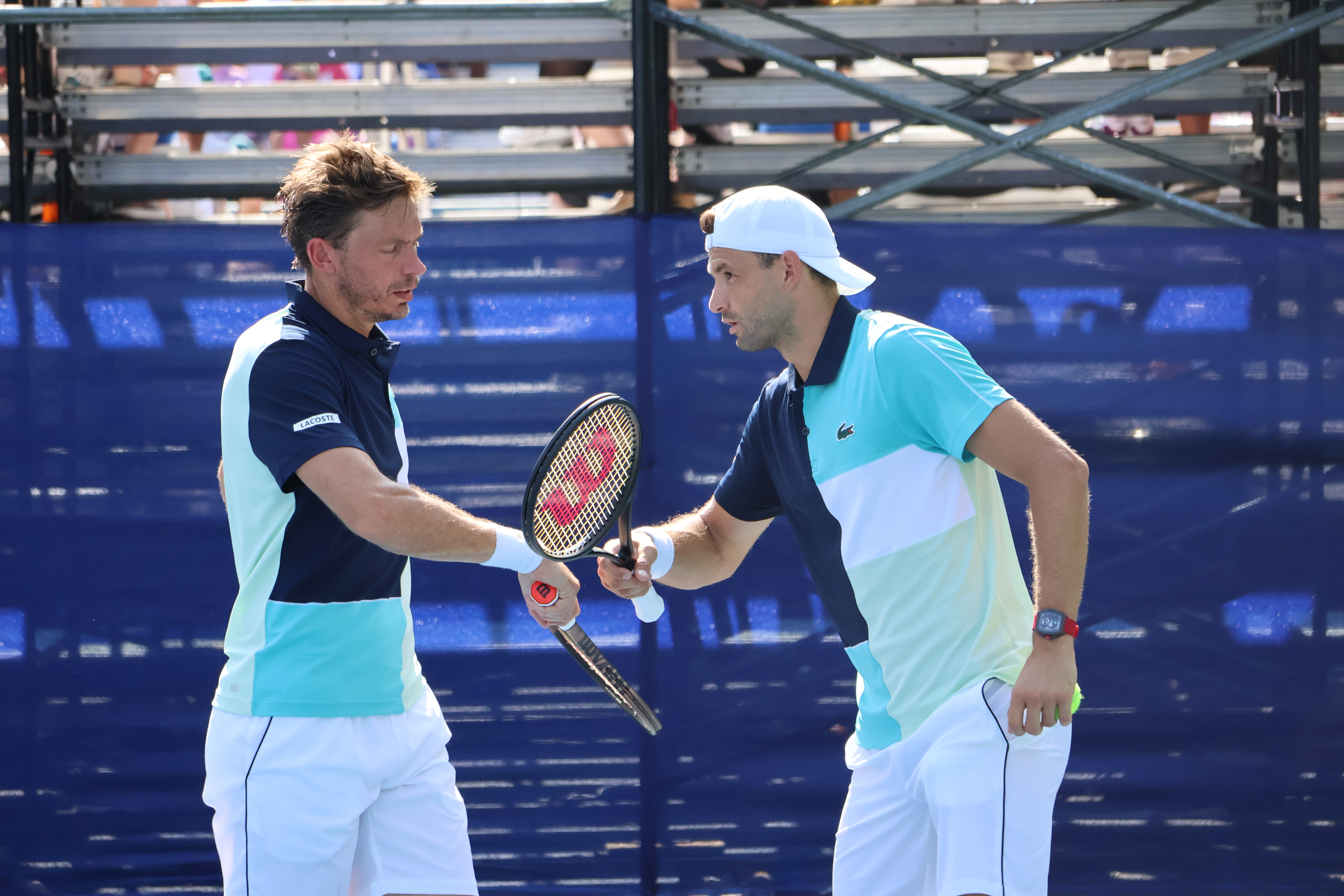
2023年シティ・オープンでのディミトロフ(右)

9月、全米オープンでは第19シードとして出場。1回戦でのアレックス・モルチャン戦では6-7(9), 6-7(5), 6-1, 7-5, 7-6(9)の4時間38分に及ぶ死闘の末にフルセットの大逆転で下し、5年連続9度目の初戦突破を果たした。2回戦ではアンディ・マレーを6-3, 6-4, 6-1のストレートで下して4年ぶり4度目の3回戦進出を果たした。会見では死闘となった初戦から「回復も早かった」と語った。32歳にして常人離れした回復力を見せたディミトロフだったが、3回戦では第12シードのズベレフに7-6(2), 6-7(8), 1-6, 1-6の逆転で敗退。同月下旬、成都オープンではベスト4入りするも、またしてもズベレフに3-6, 6-7(2)で苦汁を喫したが、この大会でツアー通算400勝を更新した。
10月、チャイナ・オープンでは準々決勝でシナーに4-6, 6-3, 2-6で敗れた。同月中旬、4年ぶりとなった上海マスターズでは3回戦でカレン・ハチャノフを7-6(6), 6-4、4回戦で第1シードのアルカラスを5-7, 6-2, 6-4で破る金星を挙げ、準々決勝ではジャリーを7-6(2), 6-4で下して大会初のベスト4入り。準決勝ではアンドレイ・ルブレフに6-7(9), 3-6で敗れた。
11月、パリ・マスターズでは2回戦で第3シードのメドベージェフを6-3, 6-7(4), 7-6(2)、準々決勝では第11シードのホベルト・ホルカシュを6-1, 4-6, 6-4、準決勝では第7シードのステファノス・チチパスを6-3, 6-7(1), 7-6(3)など、シード勢を次々と下して決勝進出。決勝では第1シードのジョコビッチに4-6, 3-6で敗れ、準優勝。約6年3ヵ月ぶりのATPマスターズ1000優勝を飾ることはできなかった。試合後にベンチで涙したディミトロフは「感情を説明するのは難しい」と試合後の会見で心境を吐露した。年間最終ランキングは14位。

### 2024年 マスターズ準優勝 全仏ベスト8 ツアー9勝目
1月、ブリスベン国際決勝で第1シードのホルガ・ルーネに7-6(5), 6-4で勝利し、6年ぶり2度目の同大会優勝。自身にとって約6年ぶりのツアータイトルであり、ツアー9勝目を挙げた。大会後のコメントでは「このトロフィーを手にするのは久しぶりで、ちょっと感慨深いね。何年も前のブリスベンの大会から、この大会への想いは続いているんだ。またトロフィーを掲げることができて、とても感謝しているよ」と語った。全豪オープンでは第13シードとして出場して、1回戦でマートン・フチョビッチを4-6, 6-3, 7-6(1), 6-2、2回戦でタナシ・コキナキスを6-3, 6-2, 4-6, 6-4で下して、3回戦進出。3回戦ではヌーノ・ボルヘスに7-6(3), 4-6, 2-6, 6-7(6)の逆転で敗れた。
2月、オープン13の準決勝ではカレン・ハチャノフを6-7(3), 6-4, 7-6(5)の熱戦を制して、今季2度目のツアー決勝進出。決勝ではウゴ・アンベールに4-6, 3-6のストレートで敗れ、今季2勝目とはならず、準優勝。続くABNアムロ・オープンではベスト4入り。準決勝ではアレックス・デミノーに4-6, 3-6で敗れた。
3月、BNPパリバ・オープンでは4回戦でダニール・メドベージェフに4-6, 4-6のストレートで敗退した。マイアミ・オープンでは4回戦でホベルト・ホルカシュを3-6, 6-3, 7-6(3)で破り、ベスト8入り。さらに準々決勝では第1シードのカルロス・アルカラスを6-2, 6-4のストレートで破る勝ち星を挙げ、初のベスト4入りとなり、準決勝ではアレクサンダー・ズベレフを6-4, 6-7(4), 6-4で破り、大会初の決勝進出を果たすとともに今季2勝目に王手をかけ、ATPマスターズ1000決勝進出となった。試合後の会見でディミトロフはBIG4と同じ時代にプレーしたことについて「とてもラッキーだった」と述べた。決勝ではヤニック・シナーに3-6, 1-6のストレートで敗れたが、準優勝を飾り、大会後には2018年10月以来となる、5年半ぶりのトップ10復帰を果たした。
4月、モンテカルロ・マスターズでは4回戦進出。4回戦ではルーネに6-7(6), 6-3, 6-7(2)の激闘のフルセットの末に敗れた。マドリード・オープンではヤクプ・メンシークに2-6, 7-6(4), 3-6で初戦敗退となった。
5月、BNLイタリア国際では2回戦で西岡良仁を7-5, 6-4、3回戦ではテレンス・アトマンを7-6(3), 6-3のストレートでそれぞれ下して4回戦進出。4回戦ではテイラー・フリッツに2-6, 7-6(11), 1-6の激戦の末に敗退となった。
6月、全仏オープンでは第10シードとして出場。順調に4回戦進出をし、4回戦では第8シードのホルカシュに7-6(5), 6-4, 7-6(3)のストレートで破り、初のベスト8進出。この勝利により、すべてのグランドスラムにおいて現役選手の中では13人目となるベスト8進出を果たした選手となった。準々決勝では第2シードのシナーに2-6, 4-6, 6-7(3)のストレートで敗退。
7月、ウィンブルドン選手権では第10シードとして出場。1回戦でドゥシャン・ラヨビッチを6-3, 6-4, 7-5のストレートで初戦突破し、2回戦では商竣程を5-7, 6-7(4), 6-4, 6-2, 6-4のフルセットの激戦を制して、3回戦でガエル・モンフィスを6-3, 6-4, 6-3のストレートで破り、4回戦進出するも、第5シードのメドベージェフ戦では3-5の時点で途中棄権となった。
8月、ナショナル・バンク・オープンでは2回戦でリンキー・ヒジカタを6-1, 6-0のストレートで圧倒するも、3回戦でアレクセイ・ポピリンに6-4, 6-7(5), 3-6の熱戦の末に逆転負けとなった。続くウエスタン・アンド・サザン・オープンではファービアーン・マロジャーンに6-4, 4-6, 3-6の逆転で初戦敗退。
9月、全米オープンでは第9シードとして出場。ストレートで勝ち上がり、順当に4回戦進出。4回戦では第6シードのアンドレイ・ルブレフに6-3, 7-6(3), 1-6, 3-6, 6-3のフルセットの末に勝利を収め、2019年以来となる5年ぶりのベスト8進出を果たした。準々決勝では第20シードのフランシス・ティアフォーと対決するも、3-6, 7-6(5), 3-6, 1-4の時点で途中棄権することとなり、ベスト4進出を逃した。レーバーカップでは2018年以来となる6年ぶりの出場となり、アレハンドロ・タビロを7-6(4), 7-6(2)のストレートで破り、世界選抜の優勝に貢献した。
10月、上海マスターズでは3回戦でポピリンを7-6(5), 6-2のストレートで破り、前述のナショナル・バンク・オープンでのリベンジを果たした。4回戦ではメンシークでは3-6, 6-3, 4-6で敗れた。しかし、ストックホルム・オープンでは決勝進出。決勝ではトミー・ポールに4-6, 3-6のストレートで敗れるも、準優勝を飾った。
11月、パリ・マスターズではベスト8進出。準々決勝ではカレン・ハチャノフに2-6,
3-6のストレートで敗退。年間最終ランキングは10位となり、2017年以来となる7年ぶりのトップ10でシーズンを終えた。
12月、コート内外でのフェアプレー、プロ意識、誠実さを称えるATPアワードのステファン・エドバーグ・スポーツマンシップ賞を初受賞した。

## プレースタイル
攻撃的なオールラウンダー。完成度の高い綺麗なフォームから繰り出されるストロークに定評がある。グリップはイースタングリップとセミウエスタンの間くらいと言われている。フォアハンドは強烈なトップスピンをかけ、力強く正確なショットを打つことが出来る。バックハンドは片手打ちでフォロースルーが背中についてしまいそうなくらい柔軟である。またフラットショットとトップスピン、スライスを打ち分ける事ができ、ツアーの中でも最も多機能的であると言われていて、ジョン・マッケンローは彼のバックハンドのスライスはツアーの中でも最も優れていると評した。彼はバックハンドストロークをウィナーを取ることよりも着実にポイントを取りに行く事に使うことが多いが、相手からの返球が甘ければ一気に攻める事でも知られている。体も柔軟で足も速く、フットワークも機敏である。ロジャー・フェデラーやニック・キリオスのようにトリックショットを多用する事でも知られている。
サーブは233 km/h (145 mph) 以上放つことができる。ダブルフォルトが多いことが課題であり、2017年では合計で254回を記録している。
弱点としては劣勢になると格下の選手に負けそうになるメンタル面の弱さとフィジカル面でも試合中に痙攣を起こすこともある。
サーフェイスでの得意不得意は見られず、どのコートでも対応できる柔軟さを持っている。
プロ転向当初、特にフォアハンドやバックハンド、サーブにおいてプレースタイルがロジャー・フェデラーに酷似していることから"Baby Fed"というニックネームがつけられる事が多かったが、最近はその独自のプレースタイルが評価され、そのようなニックネームで呼ばれることはなくなった。

## 人物
・ブルガリア人として初めてのATPツアー優勝とトップ10入りをした最も成功したブルガリア人テニス選手。2014年と2017年にブルガリアでのスポーツパーソン・オブ・ザ・イヤー (スポーツ・イラストレイテッド)を受賞した。
・ロシア出身の元世界ランキング1位である女性テニス選手マリア・シャラポアと2012年の後半から交際をしていた。2013年のマドリード・オープンでブルガリア人として初めて男子世界ランキング1位のノバク・ジョコビッチを破った後にその関係を発表した。しかし、2015年にその関係が破局。2015年末にはアメリカ人歌手のニコール・シャージンガーとこっそりと交際を始めた。
・ATPの企画で「ツアー内で誰が最もイケメンか」という質問において、ほとんどの選手がディミトロフと答えるほど容姿が整っており、人気があることが伺える。
・とても健康的な食事をしており、ジャンクフードは普段あまり食べない。嫌いな食べ物としてバナナが食べられないと述べていた。

## 主要大会決勝

### ATPファイナルズ

#### シングルス: 1 (1タイトル)
| 結果 | 年     | 大会     | サーフェス    | 対戦相手         | スコア        |
| ---- | ------ | -------- | ------------- | ---------------- | ------------- |
| 優勝 | 2017年 | ロンドン | ハード (室内) | ダビド・ゴファン | 7-5, 4-6, 6-3 |

### ATPマスターズ1000

#### シングルス: 3 (1タイトル, 2準優勝)
| 結果   | 年     | 大会         | サーフェス    | 対戦相手             | スコア   |
| ------ | ------ | ------------ | ------------- | -------------------- | -------- |
| 優勝   | 2017年 | シンシナティ | ハード        | ニック・キリオス     | 6-3, 7-5 |
| 準優勝 | 2023年 | パリ         | ハード (室内) | ノバク・ジョコビッチ | 4-6, 3-6 |
| 準優勝 | 2024年 | マイアミ     | ハード        | ヤニック・シナー     | 3-6, 1-6 |

## ATPツアー決勝進出結果

### シングルス: 21回 (9勝12敗)
| 大会カテゴリ                    |
| グランドスラム (0–0)            |
| ATPファイナルズ (1–0)           |
| ATPツアー・マスターズ1000 (1–2) |
| ATPツアー500 (1–2)              |
| ATPツアー250 (6–8)              |

| サーフェス別タイトル |
| ハード (7–10)        |
| クレー (1–2)         |
| 芝 (1–0)             |
| カーペット (0–0)     |

| 結果   | No. | 決勝日         | 大会           | サーフェス    | 対戦相手                         | スコア                        |
| ------ | --- | -------------- | -------------- | ------------- | -------------------------------- | ----------------------------- |
| 準優勝 | 1.  | 2013年1月6日   | ブリスベン     | ハード        | アンディ・マリー                 | 6-7(0-7), 4-6                 |
| 優勝   | 1.  | 2013年10月20日 | ストックホルム | ハード (室内) | ダビド・フェレール               | 2-6, 6-3, 6-4                 |
| 優勝   | 2.  | 2014年3月1日   | アカプルコ     | ハード        | ケビン・アンダーソン             | 7-6(7-1), 3-6, 7-6(7-5)       |
| 優勝   | 3.  | 2014年4月27日  | ブカレスト     | クレー        | ルカシュ・ロソル                 | 7-6(7-2), 6-1                 |
| 優勝   | 4.  | 2014年6月15日  | ロンドン       | 芝            | フェリシアーノ・ロペス           | 6-7(8-10), 7-6(7-1), 7-6(8-6) |
| 準優勝 | 2.  | 2014年10月19日 | ストックホルム | ハード (室内) | トマーシュ・ベルディハ           | 7-5, 4-6, 4-6                 |
| 準優勝 | 3.  | 2016年1月16日  | シドニー       | ハード        | ビクトル・トロイツキ             | 6-2, 1-6, 6-7(7-9)            |
| 準優勝 | 4.  | 2016年5月1日   | イスタンブール | クレー        | ディエゴ・シュワルツマン         | 7-6(7-5), 6-7(4-7), 0-6       |
| 準優勝 | 5.  | 2016年10月9日  | 北京           | ハード        | アンディ・マリー                 | 4-6, 6-7(2-7)                 |
| 優勝   | 5.  | 2017年1月8日   | ブリスベン     | ハード        | 錦織圭                           | 6-2, 2-6, 6-3                 |
| 優勝   | 6.  | 2017年2月12日  | ソフィア       | ハード (室内) | ダビド・ゴファン                 | 7-5, 6-4                      |
| 優勝   | 7.  | 2017年8月20日  | シンシナティ   | ハード        | ニック・キリオス                 | 6-3, 7-5                      |
| 準優勝 | 6.  | 2017年10月22日 | ストックホルム | ハード (室内) | フアン・マルティン・デル・ポトロ | 4-6, 2-6                      |
| 優勝   | 8.  | 2017年11月19日 | ロンドン       | ハード (室内) | ダビド・ゴファン                 | 7-5, 4-6, 6-3                 |
| 準優勝 | 7.  | 2018年2月18日  | ロッテルダム   | ハード (室内) | ロジャー・フェデラー             | 2-6, 2-6                      |
| 準優勝 | 8.  | 2023年5月27日  | ジュネーヴ     | クレー        | ニコラス・ジャリー               | 6-7(1-7), 1-6                 |
| 準優勝 | 9.  | 2023年11月5日  | パリ           | ハード (室内) | ノバク・ジョコビッチ             | 4-6, 3-6                      |
| 優勝   | 9.  | 2024年1月7日   | ブリスベン     | ハード        | ホルガ・ルーネ                   | 7-6(7-5), 6-4                 |
| 準優勝 | 10. | 2024年2月11日  | マルセイユ     | ハード (室内) | ウーゴ・アンベール               | 4-6, 3-6                      |
| 準優勝 | 11. | 2024年3月31日  | マイアミ       | ハード        | ヤニック・シナー                 | 3-6, 1-6                      |
| 準優勝 | 12. | 2024年10月20日 | ストックホルム | ハード (室内) | トミー・ポール                   | 4-6, 3-6                      |

### ダブルス: 1回 (0勝1敗)
| 結果   | No. | 決勝日        | 大会           | サーフェス | パートナー           | 対戦相手                              | スコア   |
| ------ | --- | ------------- | -------------- | ---------- | -------------------- | ------------------------------------- | -------- |
| 準優勝 | 1.  | 2011年6月16日 | イーストボーン | 芝         | アンドレアス・セッピ | ジョナサン・エルリック アンディ・ラム | 3-6, 3-6 |

## 成績
略語の説明
| W | F | SF | QF | #R | RR | Q# | LQ | A | Z# | PO | G | S | B | NMS | P | NH |

W=優勝, F=準優勝, SF=ベスト4, QF=ベスト8, #R=#回戦敗退, RR=ラウンドロビン敗退, Q#=予選#回戦敗退, LQ=予選敗退, A=大会不参加, Z#=デビスカップ/BJKカップ地域ゾーン, PO=デビスカップ/BJKカッププレーオフ, G=オリンピック金メダル, S=オリンピック銀メダル, B=オリンピック銅メダル, NMS=マスターズシリーズから降格, P=開催延期, NH=開催なし.

### シングルス

#### グランドスラム大会
| 大会           | 2008 | 2009 | 2010 | 2011 | 2012 | 2013 | 2014 | 2015 | 2016 | 2017 | 2018 | 2019 | 2020 | 2021 | 2022 | 2023 | 2024 | 2025 | 通算成績 |
| -------------- | ---- | ---- | ---- | ---- | ---- | ---- | ---- | ---- | ---- | ---- | ---- | ---- | ---- | ---- | ---- | ---- | ---- | ---- | -------- |
| 全豪オープン   | A    | A    | Q1   | 2R   | 2R   | 1R   | QF   | 4R   | 3R   | SF   | QF   | 4R   | 2R   | QF   | 2R   | 3R   | 3R   | 1R   | 33–15    |
| 全仏オープン   | A    | A    | A    | 1R   | 2R   | 3R   | 1R   | 1R   | 1R   | 3R   | 3R   | 3R   | 4R   | 1R   | 3R   | 4R   | QF   | 1R   | 24–15    |
| ウィンブルドン | A    | 1R   | A    | 2R   | 2R   | 2R   | SF   | 3R   | 3R   | 4R   | 1R   | 1R   | NH   | 2R   | 1R   | 4R   | 4R   | 4R   | 25–15    |
| 全米オープン   | A    | Q2   | A    | 1R   | 1R   | 1R   | 4R   | 2R   | 4R   | 2R   | 1R   | SF   | 2R   | 2R   | 2R   | 3R   | QF   |      | 21–14    |

※不戦勝は通算成績に含まない。

#### 大会最高成績
| 大会                 | 成績 | 年         |
| -------------------- | ---- | ---------- |
| ATPファイナルズ      | W    | 2017       |
| インディアンウェルズ | SF   | 2021       |
| マイアミ             | F    | 2024       |
| モンテカルロ         | SF   | 2018, 2022 |
| マドリード           | QF   | 2015       |
| ローマ               | SF   | 2014       |
| カナダ               | SF   | 2014       |
| シンシナティ         | W    | 2017       |
| 上海                 | SF   | 2023       |
| パリ                 | F    | 2023       |
| オリンピック         | 2R   | 2012       |
| デビスカップ         | 3R   | 2015       |
| ATPカップ            | RR   | 2020       |
| ユナイテッド・カップ | RR   | 2023       |